# Radošovice (České Budějovice)
Radošovice é uma comuna checa localizada na região da Boêmia do Sul, distrito de České Budějovice.